# Kerekdomb (Tiszakécske)
Kerekdomb Tiszakécske belterületi városrésze; a Kerekdombi Termálfürdő és Kemping mellett néhány utcából áll. Itt üzemelt éveken át az Aquaviva Kerekdombi Ásványvíz palackozóüzeme is. A település területe 51 hektár, lakosainak száma 500 körüli volt 1993-ban, 2012-ben 389 fő.

## Fekvése, megközelítése
A városrész Tiszakécske központjától mintegy 5 kilométerre délnyugatra fekszik, Lakitelek irányában. Belterületét a Szolnoktól Kiskunfélegyháza térségéig vezető 4625-ös út, és az azzal itt végig párhuzamosan haladó Kecskemét–Szolnok-vasútvonal szeli ketté. A vasútnak egy megállási pontja is van itt, Kerekdomb megállóhely, mely a városrész nyugati részén található, közvetlenül a 4625-ös út mellett. A Kecskemétről Tiszakécske felé közlekedő helyközi buszjáratoknak két megállóhelye is van a településrészen, továbbá néhány Szolnok és Szeged között közlekedő távolsági járattal is megközelíthető.

## Története
Régészeti leletek bizonyítják, hogy már az őskorban is falvak voltak a helyen, honfoglalás kori sírok utalnak a magyarság letelepedésének nyomaira. Galgóczy Károly 1877-ben írt monográfiája szerint a település neve egykor Kerektódomb volt, lakosai dohánytermesztők voltak. Nevének eredetéről írásos emlék nem maradt fönt. A falu öregjei szerint a település egy kerek dombra épült, mely mellett egy tó volt. Csapadékosabb időszakban a tó megduzzadt, ilyenkor az emberek kézzel fogták a rengeteg halat családjaik számára.
A településen az 1900-as évek elején kezdődött meg a tanítás egy, a Tiszakécske felé vezető úton épült iskolában. 1932-33-ban épült a falu belsejében is iskola. Mellette 1967-ben óvoda épült. Temploma nincs Kerekdombnak, harangja az iskola kertjében kapott helyet. A település az 1950-es évekig egyetlen utcából és a mellé épült házakból állt. A lakosok 1957-ben építették meg a vasútállomást. 1966-ban egy nagy árvíz hatalmas pusztítást végzett az alacsonyabban fekvő házak között, így azokat később szintén a dombra építették, ez lett a falu második utcája. A '60-as évek végén a vezetékes víz és villanyvezeték-rendszer is kiépült, a lakosok cukorrépát és kukoricát termeltek. A termálvíz felhasználásával a helyi téesz  virág- és zöldségkertészetet üzemeltetett, illetve ásványvíz-palackozó üzemet is létesített.
Az 1980-as években a fejlődés megtorpant, a lakosság száma csökkent, kevés gyermek született, a falu elöregedett. Napjainkra az iskola és óvoda megszűnt, az ásványvíz palackozóüzem bezárt.

## Termálfürdő és kemping
1962-ben egy kútfúráskor észlelték, hogy forró víz tör fel a földből, akkor épült meg az első medence. Az 1970-es évek elején egyre bővültek Kerekdomb üdülőtelepei. Eleinte csak autós és sátortábor volt, később faházakkal bővült a strand kempingje.
Három medencéjében különböző hőfokú, nátrium-hidrogén-karbonátos lágy hévíz található jelentős kloridtartalommal, mely gyulladáscsökkentő hatású. Kismedencei gyulladások, nőgyógyászati és urológiai betegségek, mozgásszervi, ízületi betegségek kezelésére alkalmazható. A feltörés helyén 62 fokos a víz hőmérséklete.
A strandfürdő 2015-ben elnyerte az Év Fürdőjének járó díjat a Helyiek Kedvenc Fürdője kategóriában.